# André Lacroix (chef d'entreprise)
Pour les articles homonymes, voir Lacroix et André Lacroix.
 (janvier 2009).
Si vous disposez d'ouvrages ou d'articles de référence ou si vous connaissez des sites web de qualité traitant du thème abordé ici, merci de compléter l'article en donnant les références utiles à sa vérifiabilité et en les liant à la section « Notes et références ».
André Lacroix, né en 1960, est un dirigeant d'entreprise, ancien PDG d'Euro Disney SCA et de Burger King.
Il est diplômé de l’ESCP Europe.

## Parcours
Le 29 mars 2003, il est annoncé comme nouveau PDG d'Euro Disney SCA, avec prise du poste le 1er juillet 2003. Il conservera ce poste jusqu'en mai 2005.